# (4188) Kitezh
(4188) Kitezh ist ein Hauptgürtelasteroid, der am 25. April 1975 von Nikolai Stepanowitsch Tschernych vom Krim-Observatorium aus entdeckt wurde.
Der Asteroid wurde nach der legendären Stadt Kitesch benannt.